# Rumin
 Ovo je glavno značenje pojma Rumin. Za pritoku Cetine pogledajte Rumin (rijeka).
 Ovo je glavno značenje pojma Rumin. Za naselje u Poljskoj pogledajte Rumin (Poljska).
Rumin je naselje u općini Hrvace, u Splitsko-dalmatinskoj županiji. 

## Zemljopis
Naselje se nalazi u južno od Gornjeg Bitelića i jugozapadno od Perućkog jezera, na rubu sjeveroistočnog dijela Hrvatačkog polja. Na rubu sela, u grotlu kanjona izvire rječica Rumin, jedna od najvećih pritoka rijeke Cetine. U zaseoku Panj nalazi se prvi cestovni most preko rijeke Cetine južno od brane Peruća.
Na području naselja Rumin nalazi se više izvora, a najznačajniji su Mali Rumin i Rumin Vrilo, koji napaja Rumin. Rječica je duga samo oko 2 km, ali je jedan od najbujnijih pritoka Cetine. 
Mali Rumin u proljeće presuši, dok Veliki Rumin, koji izvire ispod klisure zvane Greda, nikad ne presušuje. Na mjestu gdje rječica izlazi iz kanjona i ulazi u nizinu, nalazi se srušena mlinica, kao tipičan primjer lokalne pučke arhitekture. Sam izvor Rumin Vrilo je vrlo teško dostupan, i do njega se stiže petnaestominutnim hodom iz zaseoka Bajagić.

### Zaštićeni krajobraz
Godine 2000., područje oko Malog i Velikog Rumina, ukupne površini od 33,5 ha, proglašeno je značajnim krajobrazom.

## Zaseoci
Panj se nalazi južno od Gornjeg Bitelića u koji i katastarski pripada, i jugozapadno od Perućkog jezera. Smješten je uz rub sjeveroistočnog dijela Hrvatačkog polja, uz most na rijeci Cetini. U zaseoku se nalazi most preko Cetine.

## Stanovništvo
Od 1857. do 1880. te u 1900. i 1921. podaci su sadržani u naselju Hrvace. Do 1931. iskazivano kao dio naselja. 
| broj stanovnika |       |       |       | 34    |       | 31    |       | 45    | 112   | 480   | 440   | 334   | 285   | 226   | 220   | 190   | 171   |
|                 | 1857. | 1869. | 1880. | 1890. | 1900. | 1910. | 1921. | 1931. | 1948. | 1953. | 1961. | 1971. | 1981. | 1991. | 2001. | 2011. | 2021. |